# Hwang Kyo-ahn
Hwang Kyo-ahn, född 15 april 1954 i Seoul, Sydkorea, är en sydkoreansk advokat och tidigare premiärminister.

## Utbildning
Hwang Kyo-ahn gick ut Kyunggi High School 1976 och avslutade college vid Sungkyunkwan University 1981. Han avlade därefter juristexamen vid Sungkyunkwan University 2006.

## Karriär
Hwang Kyo-ahn har efter sin utbildning en lång meritlista, men den mest prestigefyllda tjänsten fick han 2013 när han fick posten som justitieminister. Han blev sedan Sydkoreas premiärminister den 21 maj 2015, då hans företrädare Choi Kyoung-hwan fick avgå i samband med en båtolycka där cirka 300 personer omkom. Kyo-ahn blev sparkad från sin post den 2 november 2016 i samband med en politisk skandal och efterträddes av Kim Byong-joon.

## Mers-virus
I sin roll som premiärminister deklarerade Hwang Kyo-ahn den 28 juli 2015 att epidemin med den smittsamma lunginflammationen Mers var över i Sydkorea. Sjukdomen hade infekterat 118 personer och skördat 36 dödsoffer. Hwang Kyo-ahn förklarade epidemin slut när ingen infektion hade noterats på 23 dagar. WHO förklarade dock att epidemin inte kunde anses vara över eftersom organisationen krävde ett tidsspann på minst 28 dagar utan insjuknande. WHO vidhöll därför vissa försiktighetsåtgärder som screening av resenärer vid flygplatserna och vid andra gränskontroller.
Regeringen anklagades för att ha varit långsam i att agera under krisen och för att de flesta infektionerna skedde vid sjukhus, som inte var tillräckligt förberedda på ett utbrott av ett smittsam sjukdom. Premiärminister Kyo-ahn bad om ursäkt å regeringens vägnar.

## Andra händelser
Den 15 juli 2016 utbröt stora protester under ett tal som Hwang Kyo-ahn höll. Han ville utplacera ett anti-missilsystem, det så kallade THAAD, som Sydkorea erbjudits att köpa av USA. Kyo-ahn mötte starkt motstånd, framförallt från boende på landsbygden där systemet skulle placeras ut. Missilsystemet skulle installeras omkring 250 kilometer sydost om huvudstaden Seoul. Cirka 45 000 medborgare skrev under protestlistor. Under talet fick han både ägg och vatten kastat på sig av oppositionella. Talet fick så småningom avbrytas och platsen evakueras. Som en konsekvens fick Hwang Kyo-ahn avgå senare samma år.